# Korwety rakietowe typu Stockholm
Korwety rakietowe typu Stockholm – seria dwóch szwedzkich korwet rakietowych, które weszły do służby w Szwedzkiej Marynarce Wojennej w 1985. Zmodyfikowane, oba służą jako okręty patrolowe.

## Historia
Efektem prac prowadzonych w Szwecji nad kutrami torpedowymi, które rozpoczęto w latach 60. były kutry torpedowe typu Spica I i Spica II. Okręty po wejściu do służby były systematycznie modernizowano, m.in. przystosowano je do przenoszenia pocisków przeciwokrętowych RBS-15. Wykorzystując doświadczenia wyniesione z budowy tych okrętów pod koniec lat 70. przystąpiono do projektowania nowych silnie uzbrojonych jednostek wielozadaniowych. Projekt otrzymał oznaczenie „YA-81” i początkowo był określany jako typ Spica III. Z uwagi na znaczne zmiany w porównaniu do okrętów typu Spica nowe jednostki zaczęto określać jako typ Stockholm.
Zamówienie na dwa okręty tego typu zostało złożone we wrześniu 1981 w stoczni Karlskronavarvet. W porównaniu do okrętów typu Spica korwety typu Stockholm uzyskały większe możliwości zwalczania okrętów podwodnych. Uzyskano to m.in. dzięki instalacji dwóch sonarów – podkadłubowego i holowanego. Do zwalczania okrętów podwodnych mogły służyć klasyczne bomby głębinowe, wystrzeliwane z 9 wyrzutni granaty lub krótkie torpedy kaliber 400 mm, które mogły być montowane zamiast wyrzutni pocisków przeciwokrętowych RBS-15. Kadłub okrętów wykonany był ze stali, a nadbudówka ze stopów aluminium. Okręty zbudowano z wykorzystaniem technik maksymalnie zmniejszających echo radiolokacyjne jednostek, a także emitowane przez nie promieniowanie podczerwone.

## Zbudowane okręty
- HMS Stockholm – położenie stępki 1 sierpnia 1982, wodowanie 24 sierpnia 1984, wejście do służby 22 lutego 1985, przebudowa na okręt patrolowy w 2016
- HMS Malmö – położenie stępki 14 marca 1983, wodowanie 22 marca 1985, wejście do służby 10 maja 1985, przebudowa na okręt patrolowy w 2017